# Rasa Polikevičiūtė
Rasa Polikevičiūtė, née le 25 septembre 1970 à Panevėžys, est une coureuse cycliste lituanienne. Elle a notamment été championne du monde sur route en 2001. Elle est la sœur jumelle de Jolanta Polikevičiūtė.

## Palmarès
- 1989
  - 2e du Tour de Colombie
- 1993
  - Gracia Tour :
    - Classement général
    - 4e étape

  - Tour de Berlin :
    - Classement général
    - 1re et 2e étapes

  - 2e étape du Tour de l'Aude cycliste féminin
  - 2e du GP Presov
  - 3e du GP de la Mutualité de la Haute-Garonne
- 1994
  - 13e et 14e étapes du Tour cycliste féminin
  - Grand Prix du canton de Zurich :
    - Classement général
    - 4e étape

  -  2e du championnat du monde du contre-la-montre par équipes
  - 2e du Tour cycliste féminin
  - 2e du Tour de l'Aude cycliste féminin
- 1995
  -  Championne de Lituanie du contre-la-montre
  -  Championne de Lituanie sur route
  - 3e étape du Tour de Majorque
  - 1re étape de l'Etoile vosgienne
  - 9e étape du Tour de l'Aude cycliste féminin
  - 2e du Tour de l'Aude cycliste féminin
- 1996
  - Masters Féminin
  -  2e du championnat du monde sur route
  - 2e du Tour cycliste féminin
  -  2e du GP Presov
- 1997
  - 1re étape du Trophée d'Or féminin
  - 5e étape du Tour de Feminin - Krásná Lípa
  - Women's Challenge :
    - Classement général
    - 2e étape

  - 1reb étape du Tour de Bretagne féminin
  - 2e de la Liberty Classic
  - 2e du Tour de Bretagne féminin
  - 2e du Tour de Feminin - Krásná Lípa
  - 3e du Trophée d'Or féminin
- 1998
  - Tour de Suisse :
    - Classement général
    - 1re et 4e étapes

  - 2e étape du Trophée d'Or féminin
  - 6e étape du Tour cycliste féminin
  - 5e étape du Tour de Bretagne féminin
  - 3e étape du Tour de Majorque
  - 2e du Trophée d'Or féminin
  - 4e du championnat du monde sur route
  - 7e du Trophée International
- 1999
  - 2e étape du Tour de Suisse
  - 4e étape du Tour de Feminin - Krásná Lípa
  - 3e du championnat de Lituanie du contre-la-montre
  - 3e du Tour de Thuringe féminin
- 2000
  - 9e étape de La Grande Boucle féminine internationale
  - 1re étape du Tour de Suisse
  -  3e du championnat du monde du contre-la-montre
- 2001
  -  Championne du monde sur route
  - 3e du Women's Challenge
  - 3e du Tour de Toscane féminin-Mémorial Michela Fanini
  - 4e du championnat du monde du contre-la-montre
- 2002
  - 10e étape de La Grande Boucle féminine internationale
  - 2e du Trofeo Alfa Lum
  - 8e du championnat du monde du contre-la-montre
- 2003
  - 1re étape du Tour d'Italie
  - 6e étape de La Grande Boucle féminine internationale
  - 1re étape du Tour du Trentin-Haut-Adige-Tyrol-du-Sud
- 2008
  - 5e étape de La Grande Boucle féminine internationale

## Grand Tour

### Tour d'Italie
6 Participations : 
- 1994: 9e
- 2002: 5e
- 2003: 5e et vainqueure de la 1er étape
- 2004: 26e
- 2007: 29e
- 2008: 37e

## Distinctions
- Athlète de l'année en Lituanie en 2001